# فهرست عناوین کیم جونگ اون

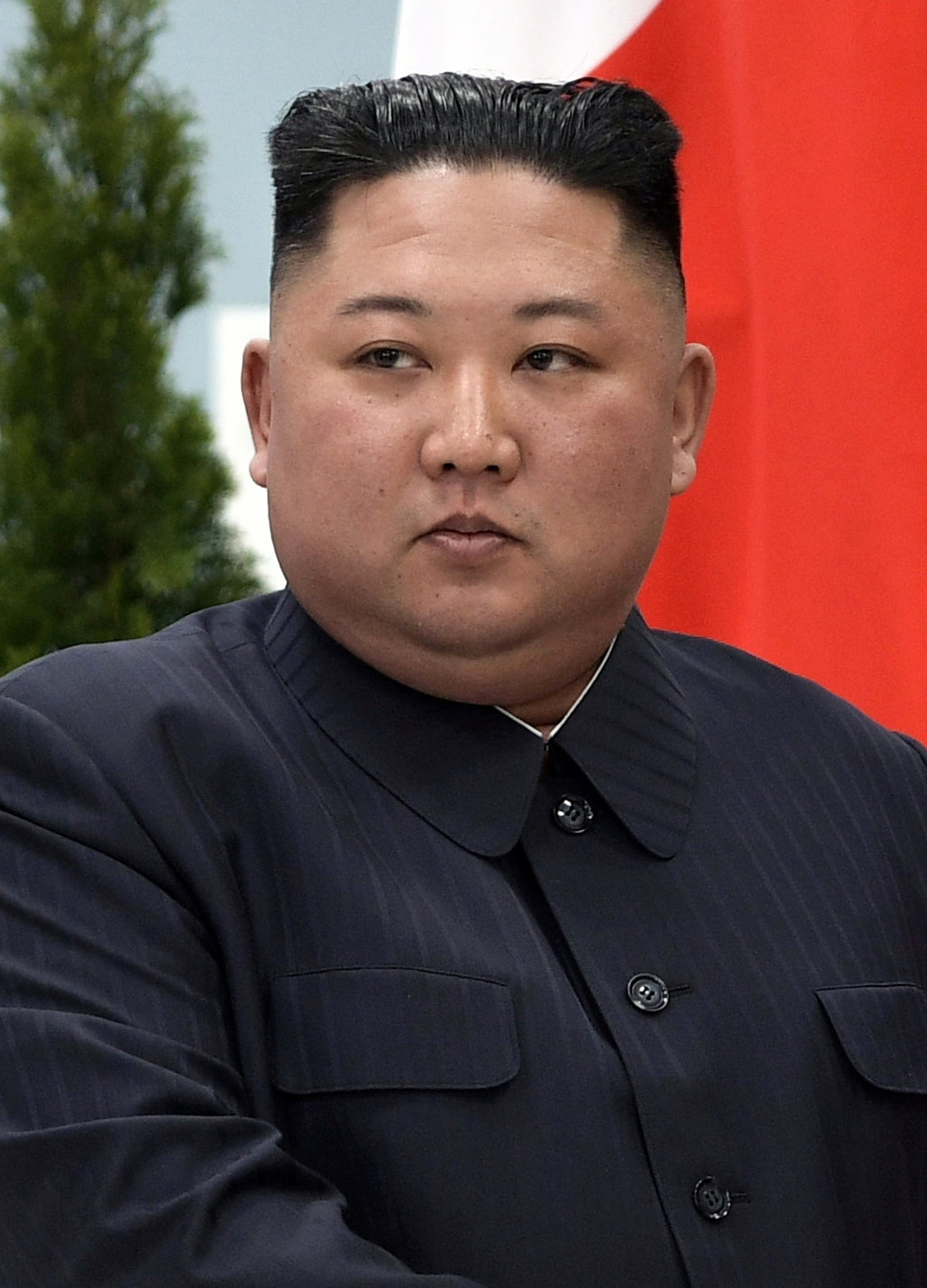
کیم جونگ اون، دبیرکل حزب کارگران کره، رئیس امور دولتی جمهوری دموکراتیک خلق کره و فرمانده کل قوای مسلح جمهوری دموکراتیک خلق کره

کیم جونگ اون، رهبر فعلی کره شمالی، عناوین و مناصب بسیاری دارد. وی در حال حاضر دارای بالاترین عناوین در حزب، دولت و ارتش است، که دبیرکل حزب کارگران کره، رئیس کمیسیون مرکزی نظامی حزب کارگران کره، رئیس امور دولتی جمهوری دموکراتیک خلق کره و فرمانده عالی نیروهای مسلح جمهوری دموکراتیک خلق کره هستند.

## کاربرد در رسانه‌های کره شمالی
در سال ۲۰۲۴، زمانی که از کیم جونگ اون در رسانه‌ها و نشریات کره شمالی نام برده می‌شود، بیشتر به عنوان «رفیق محترم کیم جونگ اون» (کره‌ای: 경애하는 김정은동지)، «رفیق محترم دبیر کل» (경애하는 총비서동지 총비서동지 >)، یا «مارشال» (원수님) از او یاد می‌شود.
مانند پدربزرگ و پدرش، زمانی که در رسانه‌ها و نشریات کره شمالی از او نام برده می‌شود، همیشه با یک یا چند عنوان از این عناوین همراه می‌شود. هنگامی که نام او نوشته می‌شود، همیشه با یک فونت خاص یا در اندازه بزرگتر تأکید می‌شود، به عنوان مثال: "رفیق محترم کیم جونگ اون طرحی را برای تشکیل منطقه ای از خانه‌های پلکانی کنار رودخانه در اطراف دروازه پوتونگ تشریح می‌کند" یا "رفیق محترم کیم جونگ اون" طرحی را برای تشکیل منطقه ای از خانه‌های پلکانی کنار رودخانه در اطراف دروازه پوتونگ تشریح می‌کند.
عناوین افتخاری او به عنوان توصیفی به نام یا عنوان تحبیبی او اضافه می‌شود. به عنوان مثال، «رفیق کیم جونگ اون، که جانشین برجسته و رهبر انقلاب جوچه، نماد قدرت دولت ما و پرچم همه پیروزی‌ها و شکوه‌ها است» 주체혁명의 유일무이한 계승자이시고 령도자이시며 우리 국가의 강대성의 상징이시고 모든 승리와 영광의 기치이신 김정은동지).

## فهرست عناوین و دفاتر رسمی

### عناوین و دفاتر فعلی
| هانگول (هانجا)                                                                              | مک‌کیون–ریشاور کره شمالی                                             | انگلیسی                                                                                                | دوره زمانی                    | ملاحظات                                                                          | منابع |
| Party                                                                                       | Party                                                               | Party                                                                                                  | Party                         | Party                                                                            | Party |
| ------------------------------------------------------------------------------------------- | ------------------------------------------------------------------- | --- | ----------------------------- | -------------------------------------------------------------------------------- | ----- |
| 조선로동당 총비서 (朝鮮勞動黨 總秘書)                                                       | Chosŏn Rodongdang Ch'ongbisŏ                                        | دبیرکل حزب کارگران کره                                                                                 | ۱۰ ژانویه ۲۰۲۱ – اکنون        | انتخاب شده در هشتمین کنگره حزب کارگران                                           | [ ۳ ] |
| 조선로동당 중앙위원회 정치국 상무위원회 위원 (朝鮮勞動黨 中央委員會 政治局 常務委員會 委員) | chosŏllodongdang chungangwiwŏnhoe chŏngch'iguk sangmuwiwŏnhoe wiwŏn | عضو پریزیدیوم پلیتبوروی حزب کارگران کره                                                                | ۱۱ آوریل ۲۰۱۲ – اکنون         | انتخاب شده در چهارمین کنفرانس حزب، و مجدداً انتخاب شده در ۷مین و ۸مین کنفرانس     | [ ۳ ] |
| 조선로동당 중앙위원회 정치국 위원 (朝鮮勞動黨 中央委員會 政治局 委員)                       | chosŏllodongdang chungangwiwŏnhoe chŏngch'iguk wiwŏn                | عضو پلیتبوروی حزب کارگران کره                                                                          | ۱۱ آوریل ۲۰۱۲ – اکنون         | انتخاب شده در چهارمین کنفرانس حزب، و مجدداً انتخاب شده در ۷مین و ۸مین کنفرانس     | [ ۳ ] |
| 조선로동당 중앙위원회 위원 (朝鮮勞動黨 中央委員會 委員)                                     | chosŏllodongdang chungangwiwŏnhoe wiwŏn                             | عضو کمیته مرکزی حزب کارگران کره                                                                        | ۲۸ سپتامبر ۲۰۱۰ – اکنون       | انتخاب شده در سومین کنفرانس حزب، و مجدداً انتخاب شده در ۴مین، ۷مین و ۸مین کنفرانس | [ ۳ ] |
| 조선로동당 중앙군사위원회 위원장 (朝鮮勞動黨 中央軍事委員會 委員長)                         | chosŏllodongdang chunganggunsawiwŏnhoe wiwŏnjang                    | رئیس کمیسیون مرکزی نظامی حزب کارگران کره                                                               | ۱۱ آوریل ۲۰۱۲ – اکنون         | انتخاب شده در چهارمین کنفرانس حزب، و مجدداً انتخاب شده در ۷مین و ۸مین کنفرانس     | [ ۳ ] |
| دولت                                                                                        |                                                                     | |                               |                                                                                  |       |
| 조선민주주의인민공화국 국무위원장 (朝鮮民主主義人民共和國 國務委員長)                       | Chosŏn minjujuŭi inmin'gonghwaguk kukmu wiwŏnjang                   | رئیس امور دولتی جمهوری دموکراتیک خلق کره (به‌طور کامل رئیس کمیسیون امور نظامی جمهوری دموکراتیک خلق کره) | ۲۹ ژوئن ۲۰۱۶ – اکنون          | انتخاب شده در چهارمین مجمع عالی خلق.                                             | [ ۴ ] |
| ارتش                                                                                        |                                                                     | |                               |                                                                                  |       |
| 조선민주주의인민공화국무력 최고사령관 (朝鮮民主主義人民共和國武力 最高司令官)               | Chosŏnminjujuŭiinmin'gonghwaguk muryŏkch'ongsaryŏnggwan             | فرمانده معظم نیروهای مسلح جمهوری دموکراتیک خلق کره                                                     | ۳۰ دسامبر ۲۰۱۱ – اکنون        | منصوب شده بر اساس دستورهای نهایی کیم جونگ ایل.                                   | [ ۳ ] |
| 조선민주주의인민공화국 원수 (朝鮮民主主義人民共和國 元帥)                                   | Chosŏnminjujuŭiinmin'gonghwaguk Wonsu                               | مارشال جمهوری دموکراتیک خلق کره                                                                        | ترفیع یافته در ۱۸ ژوئیه ۲۰۱۲. | ترفیع یافته در ۱۸ ژوئیه ۲۰۱۲.                                                    | [ ۳ ] |